# ADs
ADs（エーディーズ）は、大阪・朝日放送ラジオ（ABCラジオ）の深夜番組で、AD（アシスタントディレクター）として番組をサポートしている大学生アルバイト集団の総称である。

## ADs概要
- 業務内容

番組アシスタントディレクター、オンエア音源の制作、メール・FAX等の整理など･･･
- 勤務地

大阪市北区大淀南→福島区福島一丁目（2008年6月以降）
- 朝日放送株式会社（ABCラジオ）
- 勤務時間

夕方5時～深夜2時の間（実働6時間）
- 勤務曜日

シフト制（週2日以上で勤務曜日応相談）
- 資格

四年制大学の1・2回生
- 給与

日給7,000円
- 待遇

交通費支給、服装自由、深夜の場合タクシー送り有

## ADs採用について
- ミューパラ番組中での告知やアルバイト雑誌に掲載して募集する。
- 応募条件は、四年制大学生の1・2回生に限られる。勤務は大学卒業まで可能。
- 募集は毎年秋頃に告知され、書類選考、面接後、若干名採用される。

## ADsの歴史
ADsは、1988年10月に放送を開始した「ABCラジオシティ」が始まりで、その後の「ABCラジオパラダイス」、そして「ABCミュージックパラダイス」でも受け継がれた。
ADsがきっかけで業界入りし、「ABCアシッド映画館」館主である映画評論家平野秀朗や、「ABCミュージックパラダイス」、「誠のサイキック青年団」や「スレッドキングABC」などの番組を担当したフリーディレクター山本正勝がいた。

## 関連番組
- ABCラジオシティ
- ABCラジオパラダイス
- ABCミュージックパラダイス
- ABCミュージック21
- ABCアシッド映画館
- 誠のサイキック青年団

## 関連人物
- 板井昭浩
- 平野秀朗
- 山本正勝